# 埃雷拉德亚尔坎塔拉
埃雷拉德亚尔坎塔拉，是西班牙埃斯特雷马杜拉卡塞雷斯省的一个市镇。总面积122平方公里，总人口310人（2001年），人口密度3人/平方公里。